# Magne Landrø
Magne Landrø (* 24. August 1937 in Heimdal; † 10. März 2022 in Lillestrøm) war ein norwegischer Sportschütze.

## Karriere
Magne Landrø wurde 1963 Europameister und 1966 WM-Zweiter über 300 m liegend. 1969 gewann er EM-Silber mit dem Luftgewehr. 
Bei den Olympischen Spielen 1960 belegte er im Dreistellungskampf mit dem Kleinkalibergewehr den 39. Platz. Vier Jahre später bei den Spielen von Tokio trat er in drei Disziplinen an und konnte mit Rang 13 im Dreistellungskampf mit dem Freien Gewehr seine beste Platzierung erzielen.
Ab 1965 führte er sein eigenes Unternehmen als Büchsenmacher und Waffenhändler in Lillestrøm.